# 6074 Bechtereva
6074 Bechtereva (1968 QE) là một tiểu hành tinh vành đai chính được phát hiện ngày 24 tháng 8 năm 1968 bởi T. M. Smirnova ở Đài vật lý thiên văn Crimean và đặt tên theo Natalia Bekhtereva.